# Pape Ndiaga Yade
Pape Ndiaga Yade (Saint-Louis, 5 gennaio 2000) è un calciatore senegalese naturalizzato mauritano, attaccante dello Sheriff Tiraspol e della nazionale mauritana.

## Caratteristiche tecniche
Esterno offensivo adattabile su entrambe le fasce, è dotato di un ottimo mancino dalla distanza.

## Carriera

### Club
Nato a Saint-Louis in Senegal, inizia a giocare a calcio presso l'accademia locale della Génération Foot, dove è entrato nel 2016. Promosso in prima squadra nel 2017, l'anno successivo esordisce a livello internazionale disputando due incontri di CAF Champions League ed uno di CAF Confederation Cup mentre nel 2019 conquista il titolo nazionale.
Nella primavera del 2019 è notato degli osservatori del Metz, che lo acquista offrendogli un contratto quinquennale. Inizialmente impiegato con la squadra riserve, il 30 ottobre 2019 debutta in prima squadra disputando l'incontro di Coupe de la Ligue perso ai calci di rigore contro il Brest, mentre il 25 gennaio 2020 gioca il suo primo incontro di Ligue 1, vinto 1-0 contro lo Stade Reims.
Nel 2024 si trasferisce allo Sheriff Tiraspol, club della prima divisione moldava.

### Nazionale
Nel marzo 2024 viene convocato per la prima volta dalla Mauritania.

## Statistiche

### Presenze e reti nei club
Statistiche aggiornate al 12 gennaio 2023.
| Stagione        | Squadra         | Campionato      | Campionato | Campionato | Coppe nazionali | Coppe nazionali | Coppe nazionali | Coppe continentali | Coppe continentali | Coppe continentali | Altre coppe | Altre coppe | Altre coppe | Totale | Totale | Totale |
| Stagione        | Squadra         | Comp            | Pres       | Reti       | Comp            | Pres            | Reti            | Comp               | Pres               | Reti               | Comp        | Pres        | Reti        | Pres   | Reti   |        |
| --------------- | --------------- | --------------- | ---------- | ---------- | --------------- | --------------- | --------------- | ------------------ | ------------------ | ------------------ | ----------- | ----------- | ----------- | ------ | ------ | ------ |
| 2019-2020       | Metz 2          | N3              | 11         | 5          |                 | -               | -               |                    | -                  | -                  |             | -           | -           | 11     | 5      |        |
| 2019-2020       | Metz            | L1              | 2          | 0          | CF+CdL          | 1+1             | 0               |                    | -                  | -                  |             | -           | -           | 4      | 0      |        |
| 2020-2021       | Metz            | L1              | 28         | 3          | CF              | 3               | 0               |                    | -                  | -                  |             | -           | -           | 31     | 3      |        |
| 2021-2022       | Metz            | L1              | 18         | 0          | CF              | 1               | 0               | -                  | -                  | -                  | -           | -           | -           | 19     | 0      |        |
| ago. 2022       | Metz            | L2              | 3          | 0          | CF              | 0               | 0               | -                  | -                  | -                  | -           | -           | -           | 3      | 0      |        |
| Totale Metz     | Totale Metz     | Totale Metz     | 51         | 3          |                 | 6               | 0               |                    | -                  | -                  |             | -           | -           | 57     | 5      |        |
| 2022-2023       | Troyes          | L1              | 8          | 0          | CF              | 0               | 0               |                    | -                  | -                  |             | -           | -           | 8      | 0      |        |
| Totale carriera | Totale carriera | Totale carriera | 70         | 8          |                 | 6               | 0               |                    | -                  | -                  |             | -           | -           | 76     | 8      |        |

## Palmarès
- Coppa del Senegal: 1

Génération Foot: 2018
- Campionato senegalese: 1

Génération Foot: 2018-2019
- Coppa di Moldavia: 1

Sheriff Tiraspol: 2024-2025